# Eulace Peacock
Eulace Peacock, född 17 augusti 1914 i Alabama, död 13 december 1996,  var en amerikansk kortdistanslöpare, längdhoppare och mångkampare under 1930-talet. År 1934 tangerade han världsrekordet på 100 m (10,3), och året därpå var han den andre längdhopparen i världen efter Jesse Owens som hoppade över 8 m. Peacock tävlade ett antal gånger under åren 1934-36 mot Owens och besegrade även denne i såväl löpning som längdhopp vid några tillfällen. Efter att ha sträckt en muskel lyckades han inte kvalificera sig för Olympiska sommarspelen 1936 i Berlin. Peacocks karriär fortsatte en bit in på 40-talet, men på grund av andra världskriget fick han aldrig möjlighet att tävla i olympiska spel.